# Carmen (Prosper Mérimée)

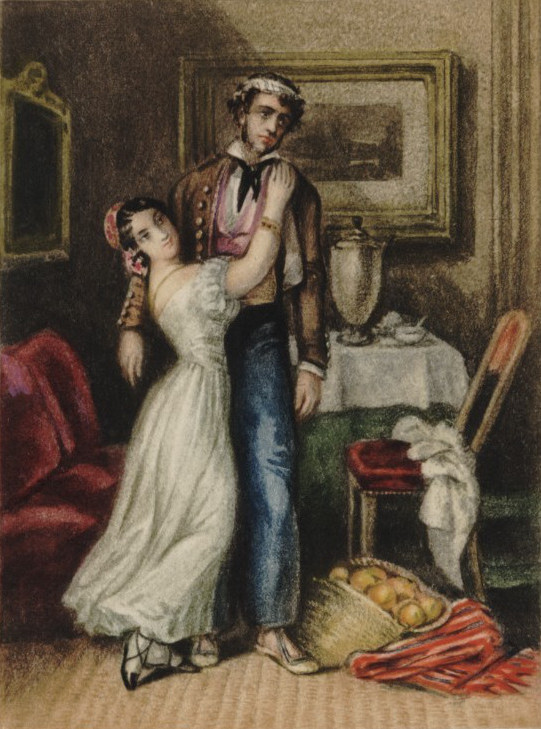

Carmen és una novel·la de Prosper Mérimée de 1845. Desenvolupada a l'Espanya del 1820, l'obra descriu la degeneració de don José després de conèixer la gitana Carmen.
El mite de Carmen, femme fatale i sensual al mateix temps, que causa la gelosia als seus diferents amants, i amb això el desastre, ha estat duit a l'òpera i al cinema per diferents autors.
La Carmen més coneguda és l'òpera de Georges Bizet. Vicente Aranda també en va fer una versió cinematogràfica.